# Coniopteryx (Holoconiopteryx) renate
Coniopteryx (Holoconiopteryx) renate is een insect uit de familie van de dwerggaasvliegen (Coniopterygidae), die tot de orde netvleugeligen (Neuroptera) behoort. 
Coniopteryx (Holoconiopteryx) renate is voor het eerst wetenschappelijk beschreven door Rausch & H. Aspöck in 1977.